# Naaja Nathanielsen
Naaja Hjelholt Nathanielsen (født 6. december 1975 i Tasiilaq i Grønland) er en grønlandsk politiker. Hun har været minister siden april 2021 og er senest finans- og ligestillingsminister i Regeringen Múte Bourup Egede II. Nathanielsen er uddannet psykolog og var direktør for kriminalforsorgen i Grønland fra 2016 til 2021.

## Opvækst, uddannelse og erhverv
Nathanielsen er født i Tasiilaq i 1975. Hun er uddannet psykolog (cand.psych.) fra Københavns Universitet 2001.
Hun arbejdede ved pædagogisk psykologisk rådgivning (PPR) på Bornholm 2001-2002 og ved børne- og ungerådgivning i Jyllinge 2002-2003. Fra 2003 til 2009 var hun fagchef i Sermersooq Kommune med en afbrydelse i 2008-2009 hvor hun var underviser og konsulent. Fra 2009 til 2016 var hun medlem af Inatsisartut inden hun forlod politik og blev direktør for Kriminalforsorgen i Grønland fra 1. august 2016. Hun forlod direktørposten med udgangen af april 2021 efter hun var blevet medlem af Inatsisartut og Naalakkersuisut.

## Politisk karriere
Hun blev valgt til Inatsisartut for Inuit Ataqatigiit ved valget i 2009 med 196 stemmer. og genvalgt i 2013 med 155 stemmer og i 2014 med 470 stemmer. I marts 2016 meldte hun sig ud af Inuit Ataqatigiit. Hun fortsatte som løsgænger i Inatsisartut i resten af forårssamlingen 2016 hvorefter hun forlod politik.
Nathanielsen gjorde comeback som politiker da hun stillede op for Inuit Ataqatigiit til valget til Inatsisartut 2021 og blev valgt med 422 stemmer.
Hun blev fra 23 april 2021 minister for boliger, infrastruktur, råstoffer og ligestilling i Regeringen Múte Bourup Egede I efter valget. 18. juni 2021 overtog hun også midlertidigt justitsområdet fra Eqaluk Høegh som var ramt af stress. Overdragelsen blev gjort permanent pr. 7. august 2021. Efter en regeringsrokade 27. september 2021 forårsaget af Asii Chemnitz Narups tilbagetræden blev Nathanielsen minister for boliger, infrastruktur, råstoffer, justitsområdet og ligestilling.
Nathanielsen har siden 5. april 2022 været minister for finanser og ligestilling i Regeringen Múte Bourup Egede I.

## Privatliv
Nathanielsen er samlever med Pilo Samuelsen. Hun har to børn og to bonusbørn.